# İstanbul Başakşehir FK
İstanbul Başakşehir Futbol Kulübü (tidigare İstanbul Büyükşehir Belediyespor eller İstanbul BB) är en idrottsklubb i Istanbul i Turkiet. Klubben grundades 15 juni 1990.
Klubben har i dag många verksamhetsgrenar, varav flera har representationslag på nationell eller internationell elitnivå:
- Fotboll
- Basket
- Bordtennis
- Friidrott
- Judo
- Karate
- Simning
- Taekwondo
- Volleyboll
- Wrestling

## Historia
Klubben grundades 1990 på initiativ av Istanbuls borgmästare Nurettin Sözen, då tre klubbar från staden gick samman. Efter spel i de lägre divisionerna nådde klubben, under ledning av tränaren Abdullah Avci, uppflyttning till högstaligan våren 2007. Därefter dröjde det inte länge innan İstanbul Başakşehir blev en av Turkiets mest hatade klubbar. Huvudanledningen till kritiken som klubben fick var dess nära band till staten och president Erdoğan. Under sina sju första säsonger i högstaligan fick spelade klubben på landets största arena, Atatürk Olimpiyat Stadyumu, med kapacitet för 76 000 åskådare - trots att de inte lyckades locka mer än 2 000 åskådare till sina matcher.
Efter avancemanget till högstaligan såg İstanbul Başakşehir snabbt till att etablera sig. Den första stora framgången kom 2011, då de nådde den turkiska cupfinalen. Straffläggning fick avgöra finalen mot Beşiktaş som İstanbul Başakşehir gick förlorande ur. Några månader efter finalförlusten valde tränaren Abdullah Avci att lämna för att bli förbundskapten för Turkiet. Utan Avci på tränarbänken gick det snabbt utför för klubben, och på våren 2013 var nedflyttningen från högstaligan ett faktum.
Det blev dock bara ett år i andradivisionen, vilken klubben vann direkt. På sommaren inför sin återkomst genomförde klubben såväl ett namnbyte (från İstanbul Büyükşehir Belediyespor till İstanbul Başakşehir) som en flytt till ett nytt distrikt i staden. Klubben flyttade ut från Atatürk och bytte hemmaarena till nybyggda Fatih Terim Stadium, som hade kapacitet för 17 000 åskådare. Under sommaren 2014 återvände den tidigare tränaren Abdullah Avci till klubben och han guidade snabbt nykomlingen till toppen. Efter en minnesvärd återkomst i högstaligan, som bland annat innehöll en 4–0-seger mot Galatasaray, nådde klubben en fjärdeplats och kvalificerade sig därmed för första gången för europaspel.
İstanbul Başakşehir såg efter sin framgångsrika säsong 2014/2015 till att bita sig fast i toppen. På sommaren 2015 värvades den forna turkiske storstjärnan Emre Belözoğlu in och klubben nådde åter en fjärdeplats i ligan. Sommaren 2016 rustade man ytterligare och värvade bland annat in den tidigare Premier League-stjärnan Emmanuel Adebayor. Med värvningen av Adebayor såg klubben också till att lyfta i tabellen. Halvvägs in på säsongen 2016/2017 var İstanbul Başakşehir serieledare, efter att ha varit obesegrade i 17 matcher, men trots det fick de nöja sig med en andraplats såväl i ligan som i cupen. I ligan fick de se Besiktas ta sig förbi och vinna titeln medan det återigen blev en finalförlust i cupen mot Konyaspor, som vann finalen efter straffläggning.
Andraplatsen följdes sedan upp av en stark start på säsongen 2017/2018. På sommaren hämtades etablerade spelare såsom Eljero Elia, Gaël Clichy och Gökhan Inler in. I kvalet till Uefa Champions League blev det förvisso ett uttåg mot Sevilla men de kvalificerade sig då istället för Europa League, klubbens första gruppspel i Europa. Halvvägs in på säsongen fortsatte İstanbul Başakşehir att skapa rubriker, då de lånade in nationens stora stjärna Arda Turan från Barcelona. Det meriterade lagbygget fanns återigen med i titelstriden hela säsongen men fick till slut nöja sig med en tredjeplats, då de var tre poäng bakom mästarna Galatasaray.

## Kända spelare
| Kamerun - Pierre Webó (2011-2013) Sierra Leone - Mohamed Bangura (2014) Slovakien - Róbert Vittek (2013) Sverige - Samuel Holmén (2010-2013 & 2016-2017) Turkiet - Cengiz Ünder (2016-2017) - Okan Buruk (2008-2010) - Semih Şentürk (2014-2016) |

## Meriter
- Süper Lig (1): 2019/2020 Andraplats 2016/2017 & 2018/2019
- TFF 1. Lig (1): 2013/2014
- TFF 2. Lig (2): 1992/1993 & 1996/1997
- Türkiye Kupası (0): Andraplats 2010/2011 & 2016/2017

## Källhänvisningar
1. 1 2 3  Kelly, James (1 mars 2018). ”BAŞAKŞEHIR: THE CONTROVERSIAL STATE-BACKED CLUB THREATENING TURKEY’S ESTABLISHED ORDER”. These Football Times. https://thesefootballtimes.co/2018/03/01/basaksehir-the-controversial-state-backed-club-threatening-turkeys-established-order/. Läst 17 januari 2019.
2. ↑  Crossman, Steve (25 november 2016). ”Istanbul Basaksehir: From crowds of 100 to top of the Turkish league”. BBC. https://www.bbc.com/sport/football/38107101. Läst 17 januari 2019.
3. ↑  Hafiz Mehmet, Fatih (19 maj 2018). ”Galatasaray becomes champion in Turkish Super League”. Anadolu Agency. https://www.aa.com.tr/en/sports/galatasaray-becomes-champion-in-turkish-super-league/1151484. Läst 17 januari 2019.